# Matthias Stefke

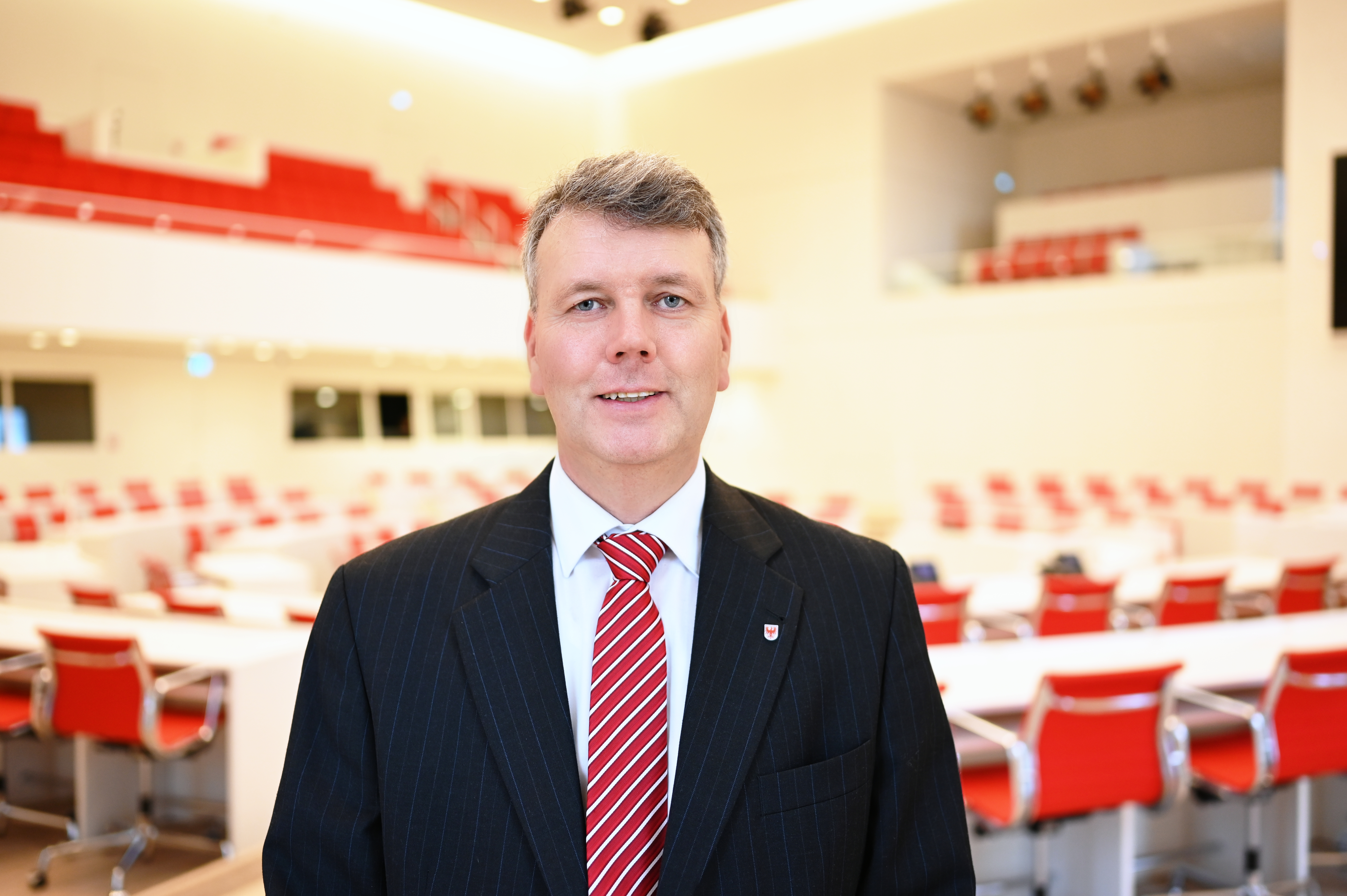
Matthias Stefke, 2019

Matthias Stefke (* 1963 in Berlin) ist ein deutscher Politiker (BVB/Freie Wähler). Von 2019 bis 2024 war er Mitglied des Landtages Brandenburg.
Zur Bundestagswahl am 23. Februar 2025 war er von den Freien Wählern im Wahlkreis 62 und auf der Landesliste auf Platz 3 nominiert.

## Werdegang
Im Kreisverband Berlin-Kreuzberg trat Stefke 1980 in die Junge Union und die CDU ein. 1994 wurde er hauptamtlicher Mitarbeiter in der Berliner CDU-Landesgeschäftsstelle. Von 1996 bis 2000 war er in Berlin-Kreuzberg Bezirksstadtrat für Bauen, Wohnen und Sport. 2006 trat er aus der CDU aus. Daraufhin gründete er die BVBB-Wählergruppe. 2008 wurde er mit dieser Gruppe in die Gemeindevertretung von Blankenfelde-Mahlow gewählt und dort Fraktionsvorsitzender. Stefke gelang 2014 die Wiederwahl in die Gemeindevertretung und mit der BVB/Freie Wähler der Einzug in den Kreistag im Landkreis Teltow-Fläming. Er wurde 2019 in beiden Kommunalparlamenten wiedergewählt.
Bei der Landtagswahl in Brandenburg 2019 erreichte er über den Listenplatz 3 der BVB/Freie Wähler den Einzug in den Landtag Brandenburg. In der konstituierenden Fraktionssitzung am 9. September wurde er zum stellvertretenden Fraktionsvorsitzenden gewählt. Bei der Landtagswahl 2024 zogen die Freien Wähler nicht mehr in den Landtag ein; Stefke schied somit aus dem Landtag aus.